# Neptuno (A-20)

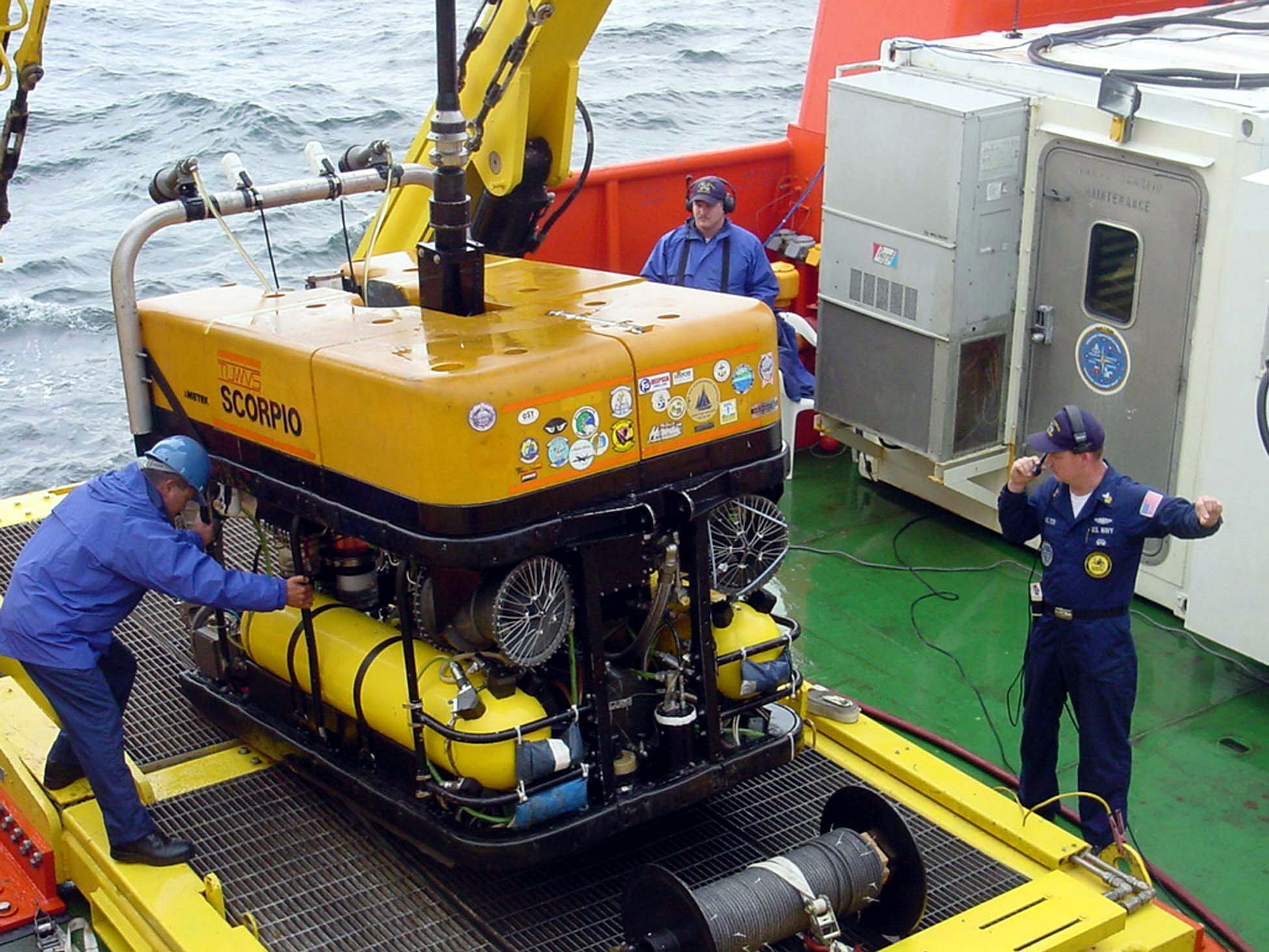
Scorpio ROV

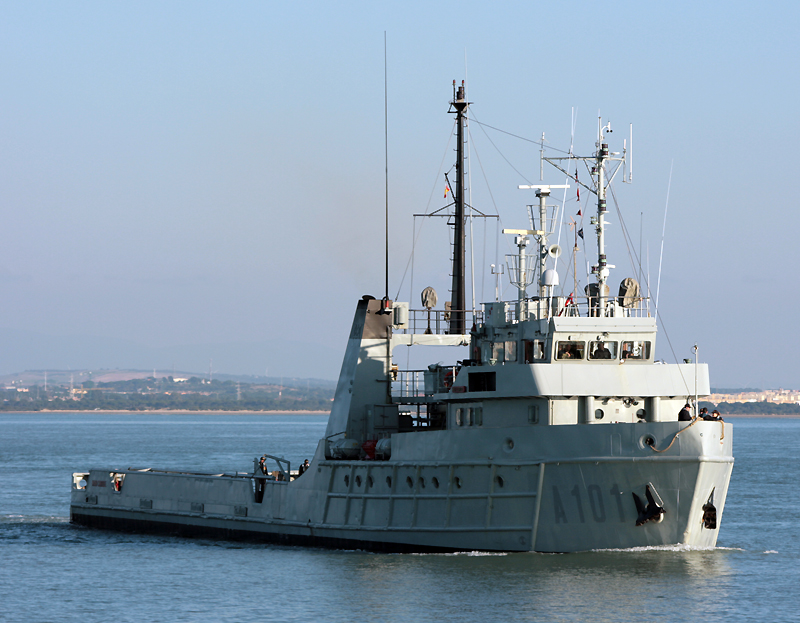
Mar Caribe, navire tête de la Classe Amatista

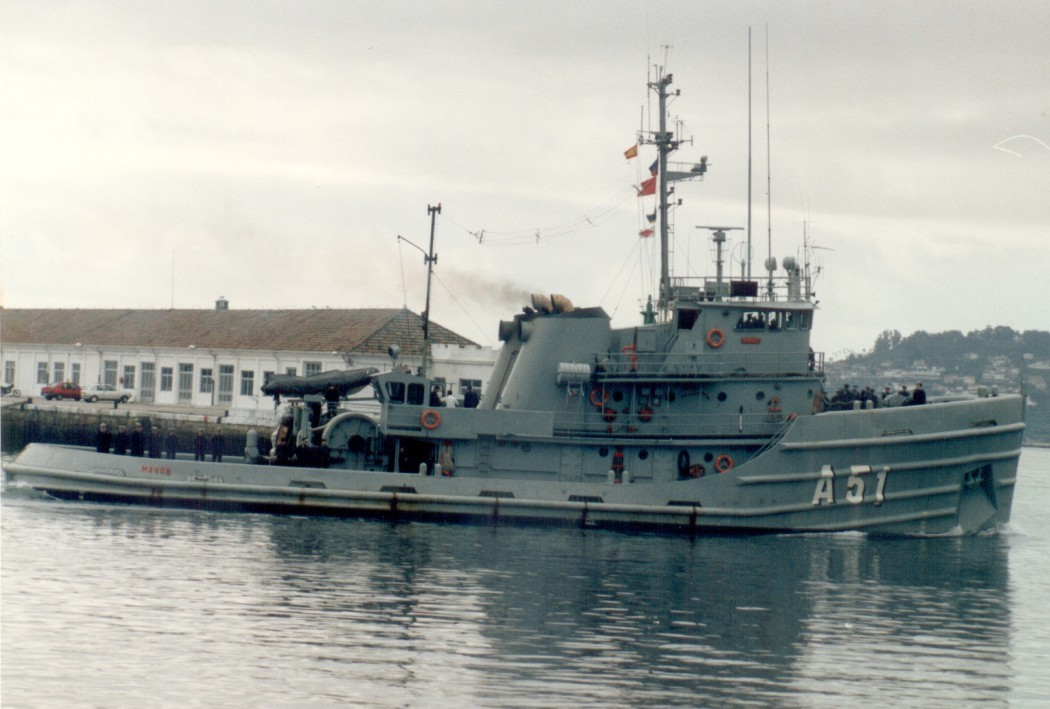
Mahón, Classe Amatista

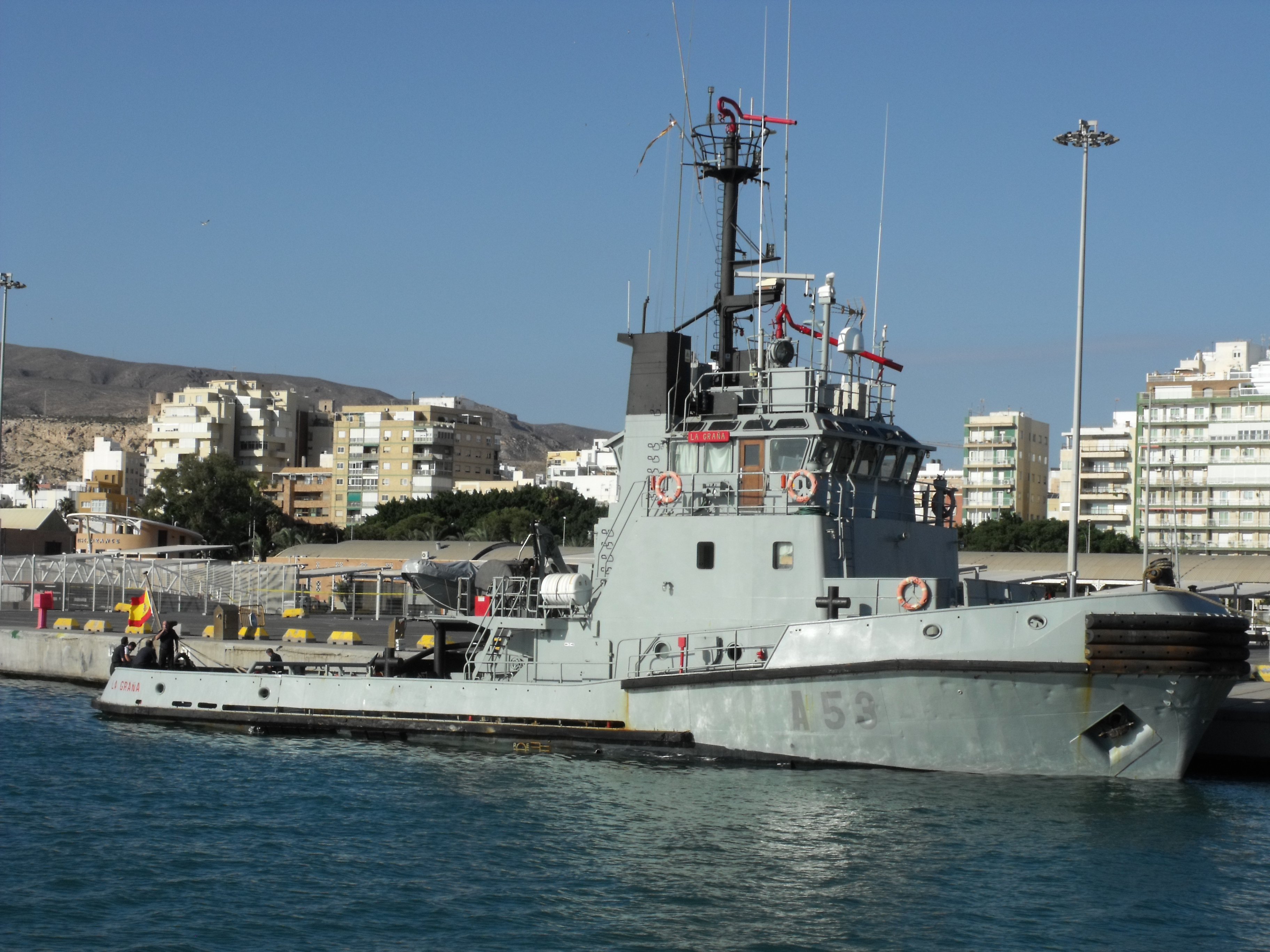
Autre classe de remorqueur hauturier, La Graña (A-53)

Le Neptuno (A-20) de classe Amatista est un navire ravitailleur de sous-marins, navire de sauvetage de sous-marin (à l'aide d'un robot sous-marin) et bâtiment base de plongeur de l'armada espagnole.

## Classe Amatista et remorqueur
Il a commencé sa carrière navale comme remorqueur hauturier sous le nom de Amapola. Le navire de tête de la classe Amatista sert comme remorqueur de haute mer sous le nom de Mar Caribe. La classe Amatista est complétée dès 2023 par le A-61 "Carnotta".

## Description
En 1988 il intègre l'Armada espagnole d'abord sous le nom de Mar Rojo (A-102) puis en tant que ravitailleur de sous-marin en remplacement du Poseidón (A-12).
À terme, il sera remplacé par un navire de la Classe Meteoro. Nommé BAM-IS (Buque de Acción Marítima de Intervención Subacuática), ce navire fait l’objet d’un programme de 183 millions d'euros approuvé le 24 novembre 2020 et prévu pour être mis en service en septembre 2024.

## Équipement
- Scorpio ROV (Robot sous-marin)[4]